# Вайль-на-Рейні
Вайль-на-Ре́йні (нім. Weil am Rhein) — місто в Німеччині, районний центр, розташоване на землі Баден-Вюртемберг.
Підчиняється адміністративному округу Фрайбург. Входить до складу району Леррах. Населення становить 29 918 осіб (на 31 грудня 2010 року). Займає площу 19,47 км². Офіційний код — 08 3 36 091.
Місто поділене на 6 міських районів.
У 2007 році з міста через Рейн у Францію був збудований Міст Трьох Країн.

## Історія
Місто відомо з 786 під назвою Вілла (Willa).

## Визначні місця
Vitra Design Museum - музей дизайну.

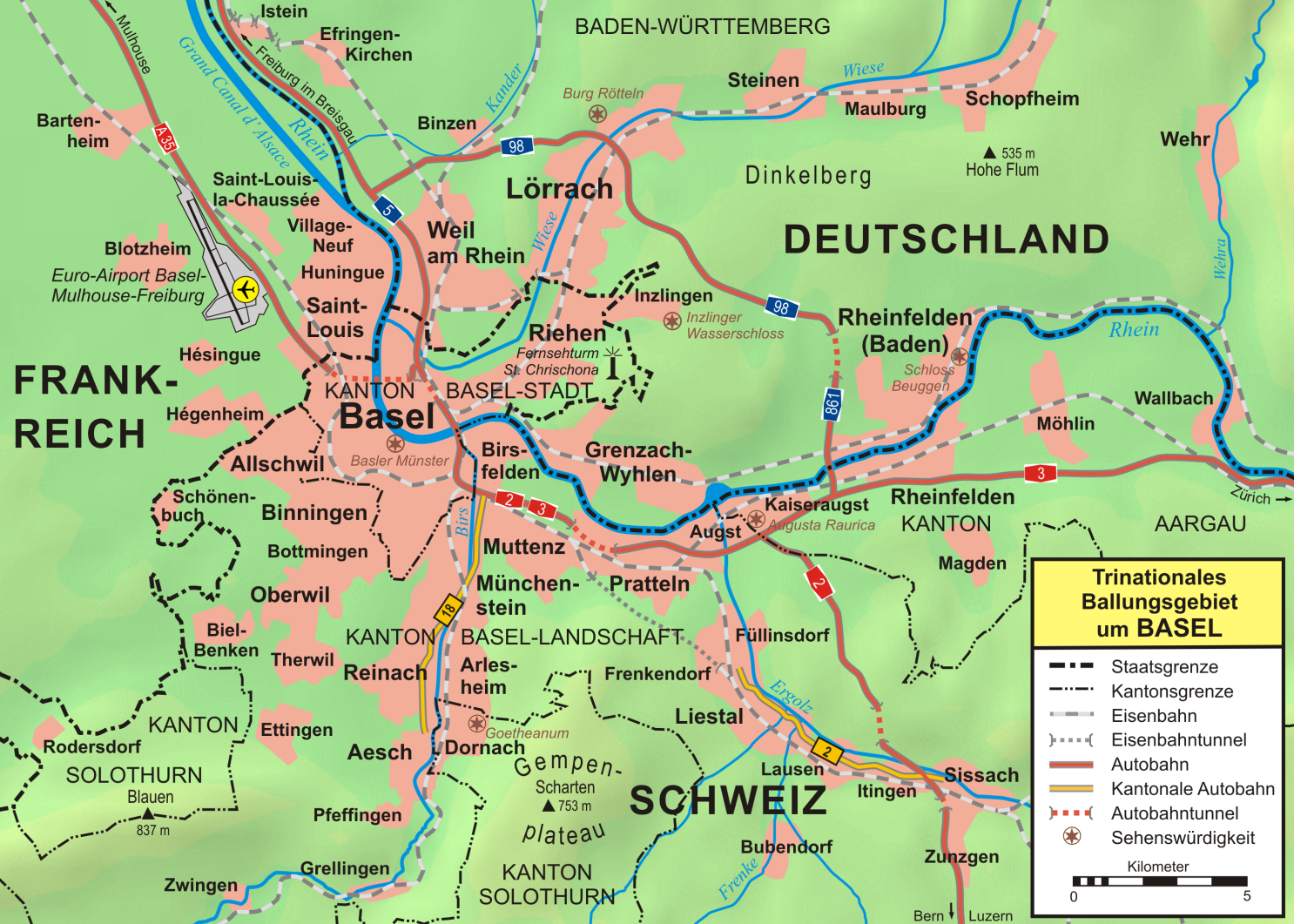
Вайль-на-Рейні

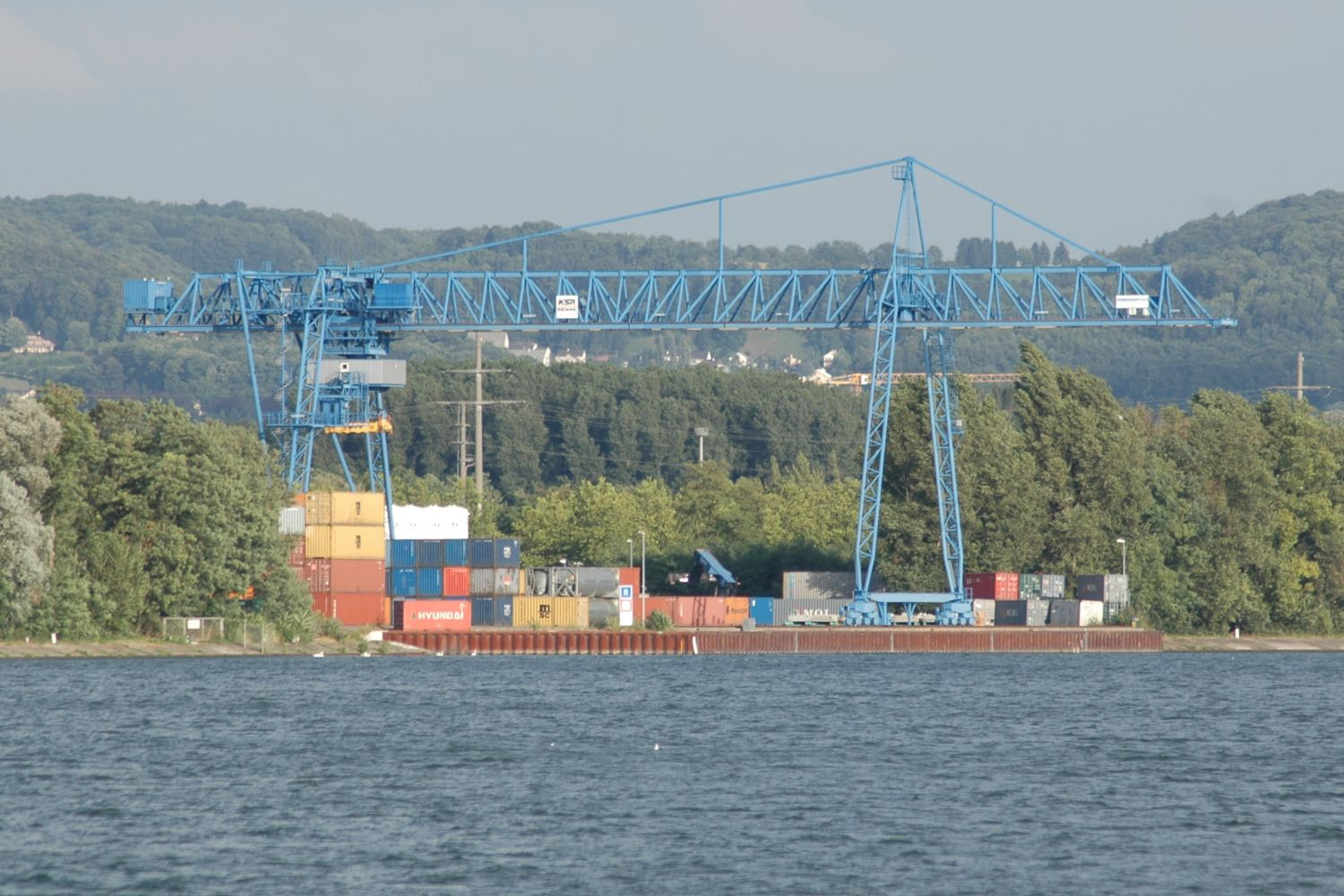
Вайль-на-Рейні